# Reliure occidentale au XIXe siècle

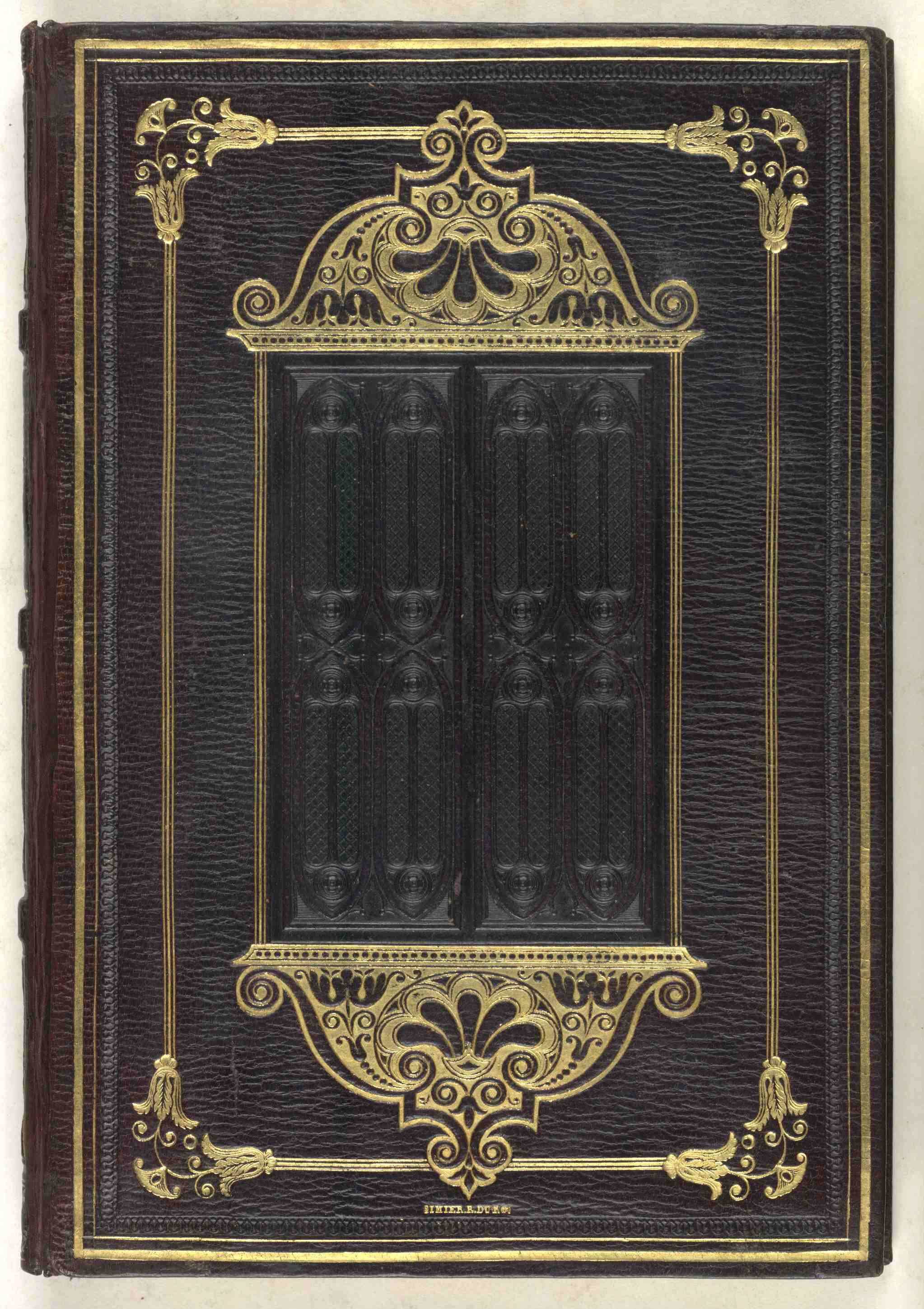
Reliure de Simier.

La reliure occidentale au XIXe siècle est marquée par une nette augmentation de la production du livre due au développement du machinisme, mais également par une diminution de sa qualité. Les relieurs traditionnels ne travaillent plus qu'essentiellement sur des « beaux livres » aux tirages limités, puisque les éditeurs se tournent de plus en plus vers la vente de livres brochés aux couvertures attrayantes, dont les décors, imaginés par des artistes, sont adaptés au contenu de l'ouvrage. 
Les relieurs français s'inspirent du style anglais, qui conserve la préférence de nombreux bibliophiles, surtout au début du siècle. Pendant la période Empire, les frères Bozerian innovent quelques procédés de reliure, notamment la reliure à « dos brisé » et plat, afin que l'ouverture des ouvrages soit plus souple et que les livres puissent rester ouverts bien à plat. Le style Restauration, en matière de décor de reliures, réemploie certains motifs du style Empire. Les palmettes, par exemple, deviennent plus rondes, plus petites et plus légères. Les étoiles, les lyres, les cygnes, coexistent avec des motifs néo-classiques de l'époque Louis XVI, comme les urnes, les feuillages ou les bouquets et guirlandes. Les reliures des Bozerian et de Thouvenin marquent la transition vers le style romantique, où l'art du Moyen Âge revient à la mode, de même que les motifs du XVIe siècle. 
Le relieur Roger Devauchelle estime que la période de la reliure pastiche, entre 1840 et 1870, compromet « pour un demi-siècle au minimum toute idée créatrice », mais a pour résultat « d'amener les doreurs à la perfection et à la virtuosité manuelle dans l'art de refaire tous les grands décors des époques précédentes ». En parallèle, plusieurs machines pour la reliure apparaissent dans les années 1840, facilitant le travail des relieurs, et les reliures d'éditeurs (emboitages recouverts de percaline ou papier, dorés et gaufrés au balancier) se multiplient. Certaines maisons d'édition, comme Mame ou Engel, font fabriquer leurs propres plaques gravées décoratives qu'ils utilisent sur un grand nombre de reliures. Le livre devient progressivement un produit plus industriel. À l'aube du XXe siècle, les « artisans » relieurs développent pour beaucoup une approche plus « artistique » de leur travail, contraints de s'adapter à cette nouveauté présentée par la reliure industrielle : la recherche d'une correspondance entre le décor de la reliure et le contenu de l’ouvrage à relier.
Après 1875, l'engouement pour le pastiche s'estompe avec la mort de Trautz. La Société des Amis du Livre, une association de bibliophiles, se tourne vers l'école du livre moderne et les bibliophiles en viennent à demander une idée nouvelle et originale pour chaque volume, et la reliure devient un objet d'art, qui doit cependant conserver les éléments de l'histoire éditoriale du livre. Marius-Michel, fils du doreur émérite, est considéré comme le plus remarquable relieur de la fin du XIXe siècle et du début du XXe siècle, en imposant un décor caractéristique de « flore ornementale » en mosaïques, qui sera adopté par d'autres relieurs, puis transformé.

## Évolution des styles et des techniques

### De 1800 à 1828: le style Empire, puis Restauration
Pendant les vingt-cinq années qui suivent la Révolution française, douze à quinze millions de reliures (la production des librairies françaises depuis trois siècles) sont dispersées ou confisquées. Certaines issues des plus belles collections sont réparties dans les bibliothèques de l’État tandis que d'autres sont restituées à leurs propriétaires. Pour le reste, les livres sont en général éparpillés dans les mairies, les églises ou les magasins à fourrage de l'armée française. Un grand nombre de « vieux » livres sont brûlés, d'autres vont à l'« équarrissage » : ils sont dépecés (le cuir étant récupéré pour d'autres usages comme le renfort des chaussures) puis retransformés en papiers ou en cartons. Certains contenus sont néanmoins sauvés de l'équarrissage par des collectionneurs, et reconfiés aux soins des relieurs.

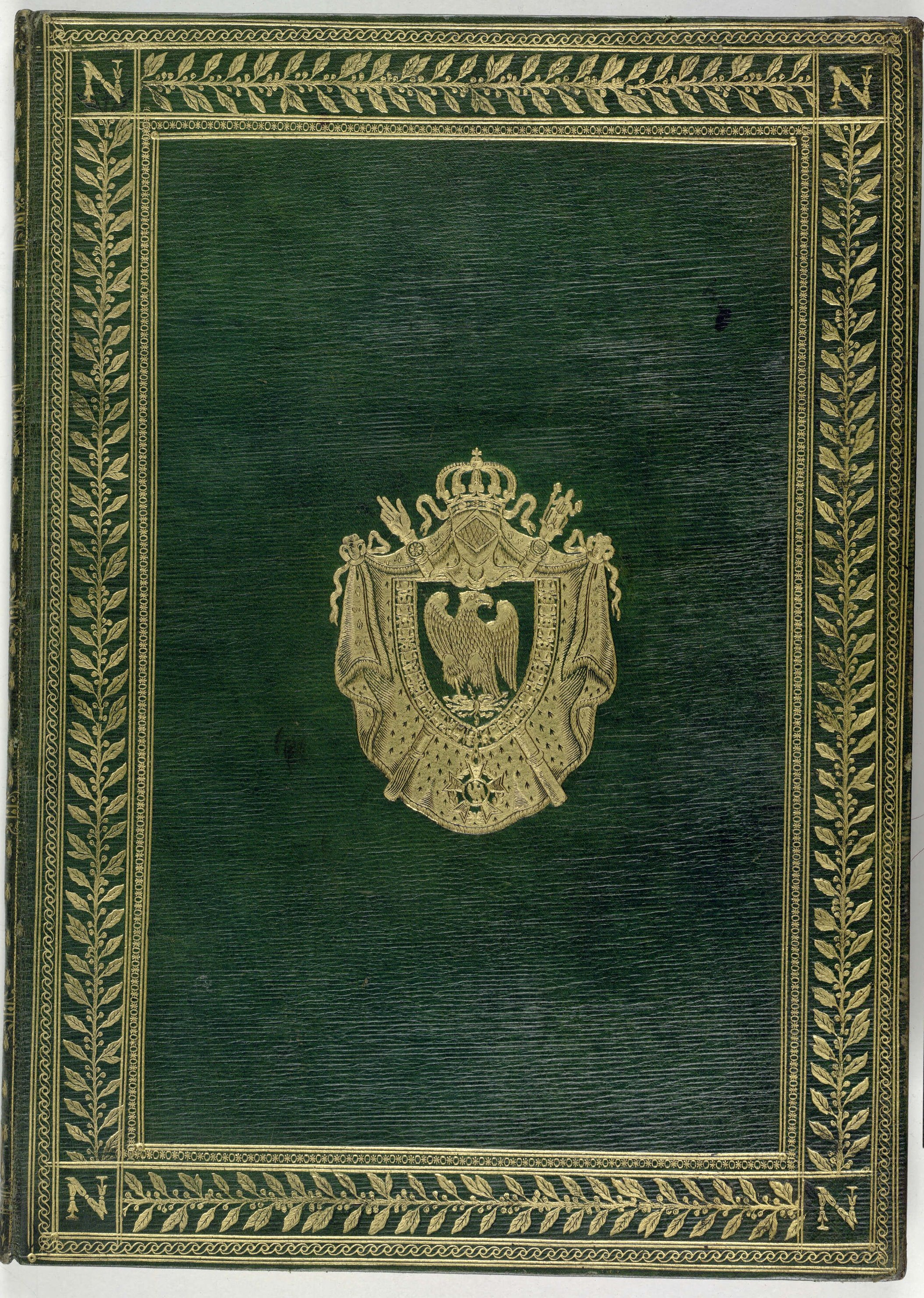
Reliure de style Bozerian, en vogue vers 1800 (ici comportant les armoiries impériales).

En 1801, cent trente-huit relieurs sont en activité à Paris, mais aucun d'entre eux ne se distingue par sa technique ou son art. Il en va de même pour les relieurs de la province française, considérés même comme de « simples ouvriers dépourvus de tout sens artistique ». Tout au long du siècle, un petit groupe de relieurs parisiens (parmi lesquels figureront les frères Bozerian, Purgold, Bauzonnet, Trautz, Simier et Thouvenin) tente de perfectionner la technique de leur métier et leur savoir-faire pour faire face à la concurrence anglaise,. Car le style anglais, qui a été introduit en France vers 1780, gagne encore, au début du XIXe siècle, la préférence de nombreux bibliophiles européens, qui font relier leurs ouvrages à Londres, où les ateliers de Hering, de Bedford, de Rivière ou de Lewis sont les plus populaires.

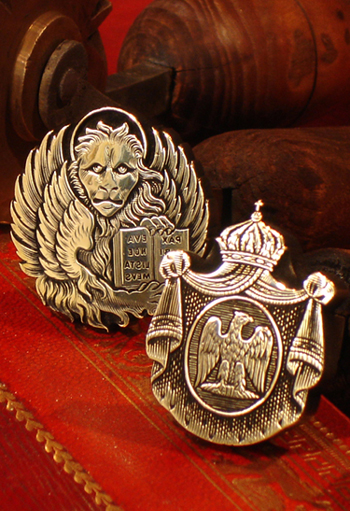
Plaques à dorer emmanchées.

Napoléon ne s'intéresse pas particulièrement à la bibliophilie ni à l'ornementation des reliures, et souhaite surtout que ses livres soient « solidement faits » et s'ouvrent « bien à plat ». Certains motifs de style Louis XVI sont conservés pour les décors jusqu'à la fin de l'Empire (1820), mais sont révisés dans leurs formes, au profit de lignes plus strictes, symétriques et rigoureuses. Les motifs rappelant les conquêtes égyptiennes du général Bonaparte viennent côtoyer les motifs gréco-romains. On trouve ainsi généralement sur les reliures des lauriers, palmettes, urnes, sphinx, chimères, pyramides, obélisques, lotus, etc.. Plus tard, le régime impérial détermine néanmoins un art officiel ostentatoire, aux louanges de l'Empereur : des motifs d'aigle, d'abeille, de lauriers, de « N » couronné, sont de mise (bien souvent sans rapport avec le texte), et l'exécution doit être parfaite. Les plats et les dos des reliures doivent répondre aux mêmes règles de rigueur, par une symétrie absolue dans les encadrements à la roulette, et les fleurons poussés à l'or. Les armoiries impériales dorées figurent généralement sur les deux plats. Les frères relieurs Jean-Claude Bozerian (l'aîné) et François Bozerian (le jeune), bien que considérés comme peu enthousiastes vis-à-vis de cet art officiel, mélangent sur leurs reliures de luxe ces motifs imposés à des compositions plus personnelles,. Bozerian l'ainé innove, sur le modèle anglais, la reliure « à dos brisé et plat » sur les demi-reliures (ces dernières étant quelquefois préférées des amateurs par souci d'économie). Le dos brisé n'est ainsi plus lié au livre (contrairement à la reliure traditionnelle à nerfs) et permet une ouverture plus facile, et un maintien des cahiers ouverts bien à plats. Jean-Claude Bozerian apporte également davantage de soin à l'endossure des livres et à la pose de fines charnières intérieures en cuir à la manière des Anglais. Il remplace les claies en parchemin (qui maintiennent l'arrondi du dos du livre), qu'il considère trop rigides, par de la toile, plus souple. Bozerian le jeune perpétue le style de son frère ainé, et le « genre Bozerian » sera adopté également par d'autres relieurs, jusqu'à la période de la Restauration (1815-1820), où le genre fut jugé trop monotone. Les dos sans nerfs ou parfois décorés aux petits fers et aux pointillés dorés, des reliures Bozerian vont néanmoins marquer la transition vers le style romantique.

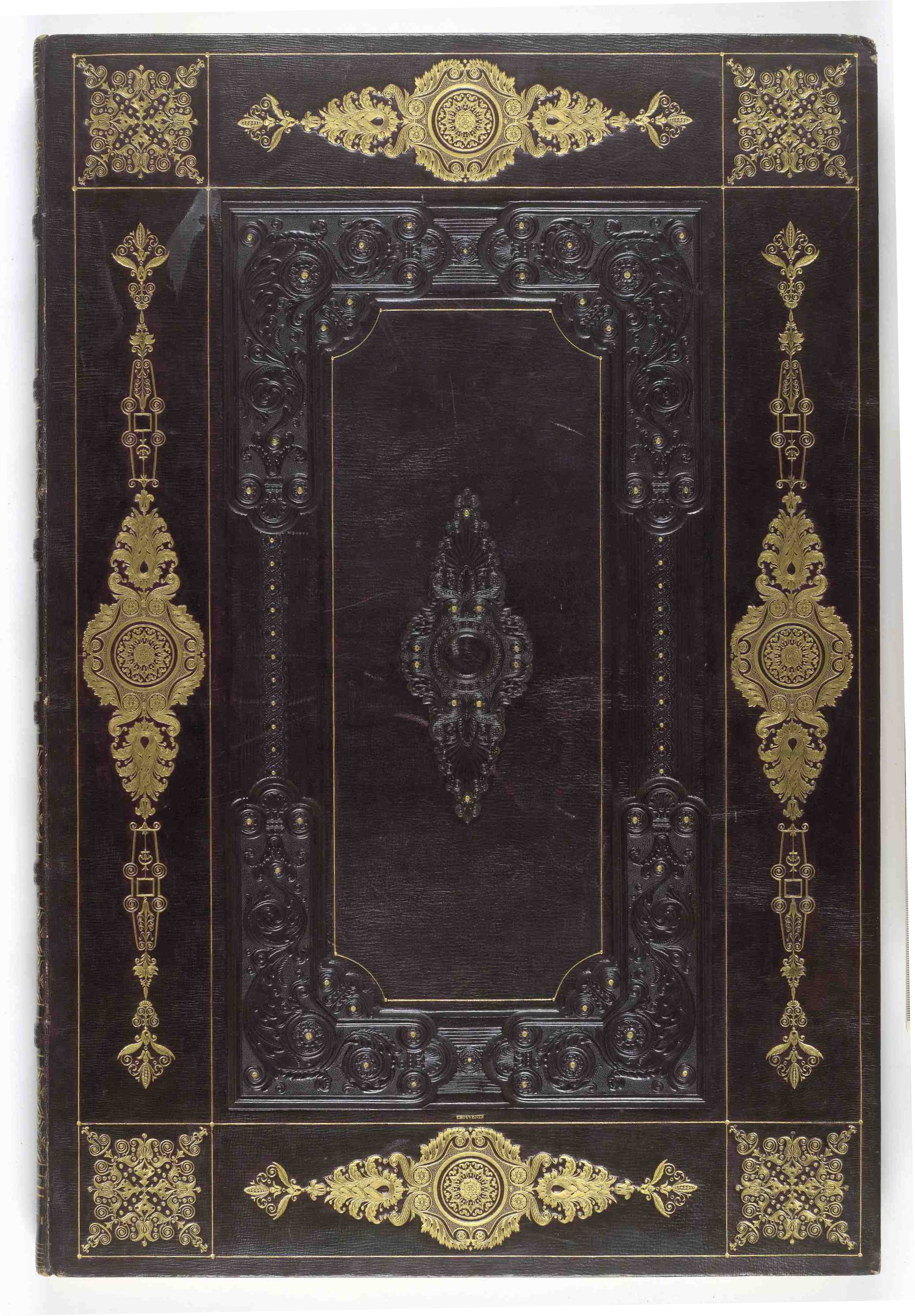
Reliure gaufrée de Thouvenin.

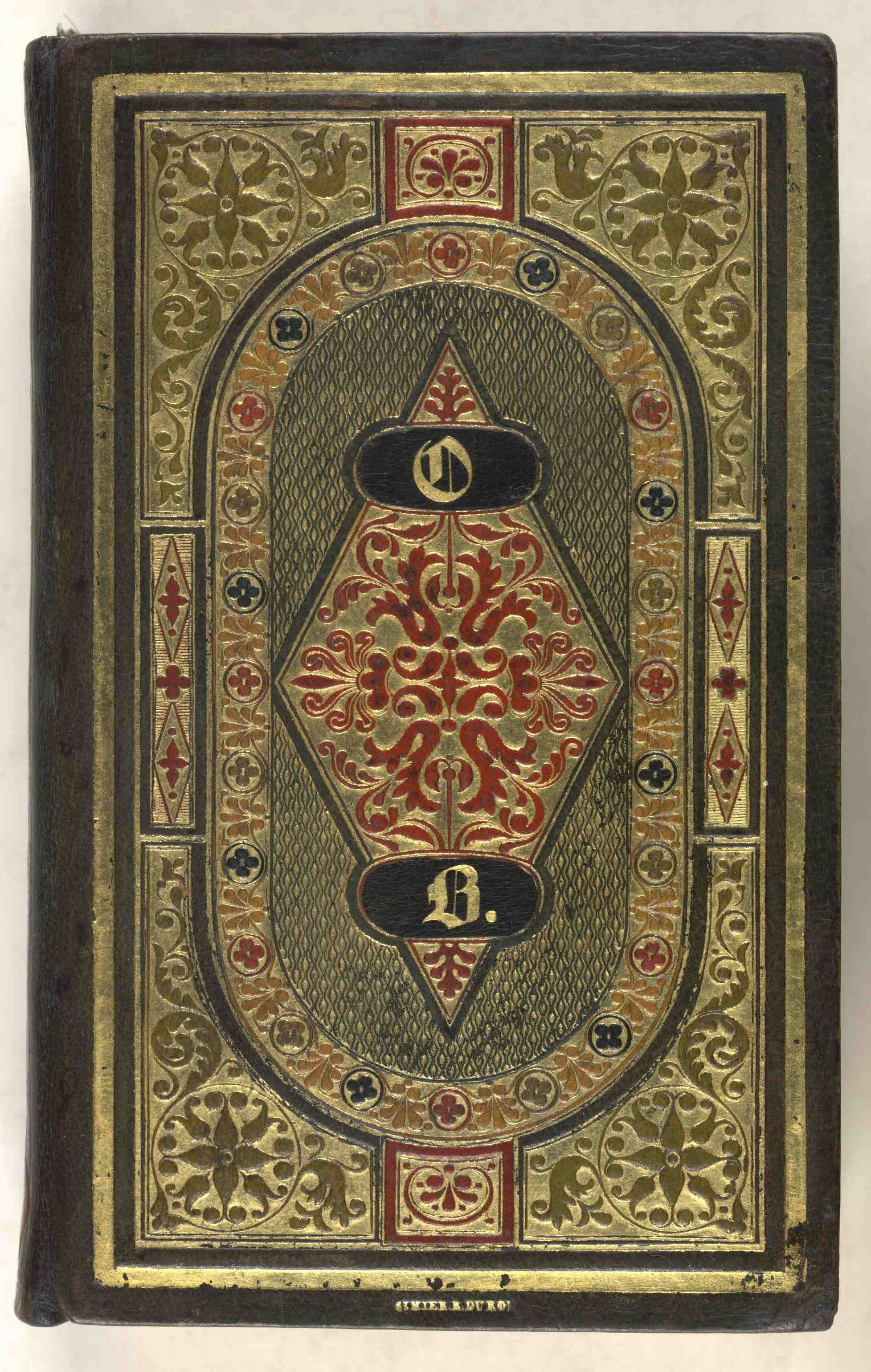
Reliure mosaïquée de Simier.

Joseph Thouvenin, ancien élève de Bozerian le Jeune, devient célèbre dès la première année de la Restauration, en 1814, par la rigueur de sa technique. L'atelier de Thouvenin compte environ seize ouvriers et relie plusieurs milliers de livres par an (reliures d'art plein cuir, demi-reliures, avec des décors réalisés à la main ou au balancier). Le style de Thouvenin se caractérise par des décors « à la fanfare » modernisés, inspirés des reliures de la fin du XVIe siècle et du XVIIe siècle, et l'utilisation de plaques de métal gravé à gaufrer, notamment pour ses décors « à la cathédrale »,, qui firent leurs premières apparitions vers 1820. S'inspirant également du style anglais, Thouvenin travaille régulièrement pour l'écrivain et bibliophile Charles Nodier, sur des livres anciens détériorés dont il refait entièrement la couvrure et le décor, ou sur des rééditions à tirage limité. L'un des contemporains de Thouvenin, René Simier, bénéficie du titre de « relieur de l'impératrice » en 1809, puis celui de « relieur du roi » Louis XVIII en 1818,. Son style est caractérisé par des décors à encadrements et à mosaïques, avec des motifs dorés aux filets, aux petits fers ou à la plaque, souvent exécutés par son ouvrier doreur Pougny qui contribue à sa renommée. Passionné par la richesse des décors des livres, Simier est l'un des premiers à faire orner les tranches dorées par des miniaturistes.

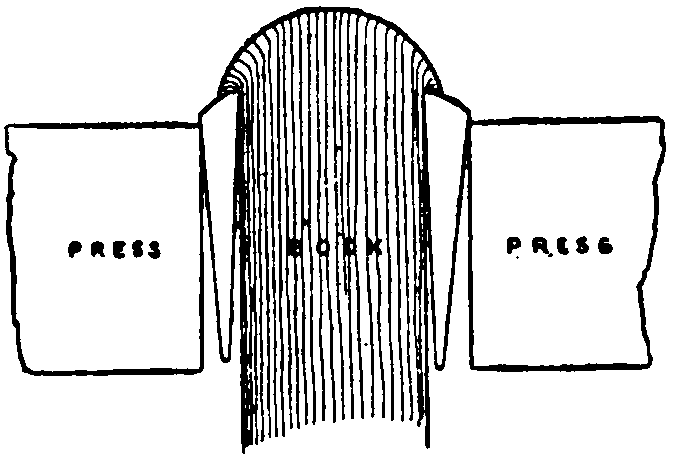
Gravure du XIXe siècle montrant un livre en presse, juste après son endossure et la formation de ses mors grâce à des ais ferrés.

Entre 1815 et 1840, la reliure à « dos brisé » se démocratise afin de satisfaire les exigences des nouveaux bibliophiles, qui souhaitent eux aussi que leurs livres restent ouverts bien à plat. Le cuir recouvrant le dos du livre n'est plus collé directement aux fonds des cahiers mais sur une carte intermédiaire en papier bristol (la carte à dos), de même dimension que le dos. Les livres sont cousus « à la grecque » (sur des ficelles de chanvre encastrées dans les fonds des cahiers), empêchant le livre de se refermer sur lui-même, et le dos de se rompre lorsque les cahiers sont maintenus ouverts. Les dos ne sont plus arrondis, mais plats (ou presque plats). La solide couture sur nerfs du siècle précédent est dans un premier temps totalement abandonnée, voire discréditée, avant de revenir en grâce lorsqu'il est constaté, à l'usage, que le dos « plat et brisé » comporte de plus en plus de défauts de solidité et d'esthétisme. Pour effectuer l'endossure, le relieur utilise toujours des ais ferrés (des planches biseautées et ferrées sur les biseaux) qu'il place de chaque côté du volume le long du dos afin de former les mors, en laissant un espacement correspondant à l'épaisseur des futurs cartons de plats. Les ais et le livre sont placés dans une presse à rogner et les cahiers sont couchés au marteau de part et d'autre contre le métal. Les cartons utilisés pour former les plats sont encore coupés à la main aux bonnes dimensions. Chaque brin de ficelle, pour lier les cartons au corps d'ouvrage, passe par trois ou quatre trous (contre un ou deux maximum aujourd'hui). La rognure des tranches s'effectue toujours au fût à rogner muni d'un couteau.
Le style Restauration, en matière de décor de reliures, réemploie certains motifs du style Empire. Les palmettes, par exemple, deviennent plus rondes, plus petites et plus légères. Les étoiles, les lyres, les cygnes, coexistent avec des motifs néo-classiques de l'époque Louis XVI, comme les urnes (ici aux anses rectangulaires), des feuillages ou des bouquets et guirlandes fleuries.
Vers 1827, les ouvriers français retrouvent leur classement en première position dans l'art de relier les livres.

### De 1828 à 1840: le style romantique

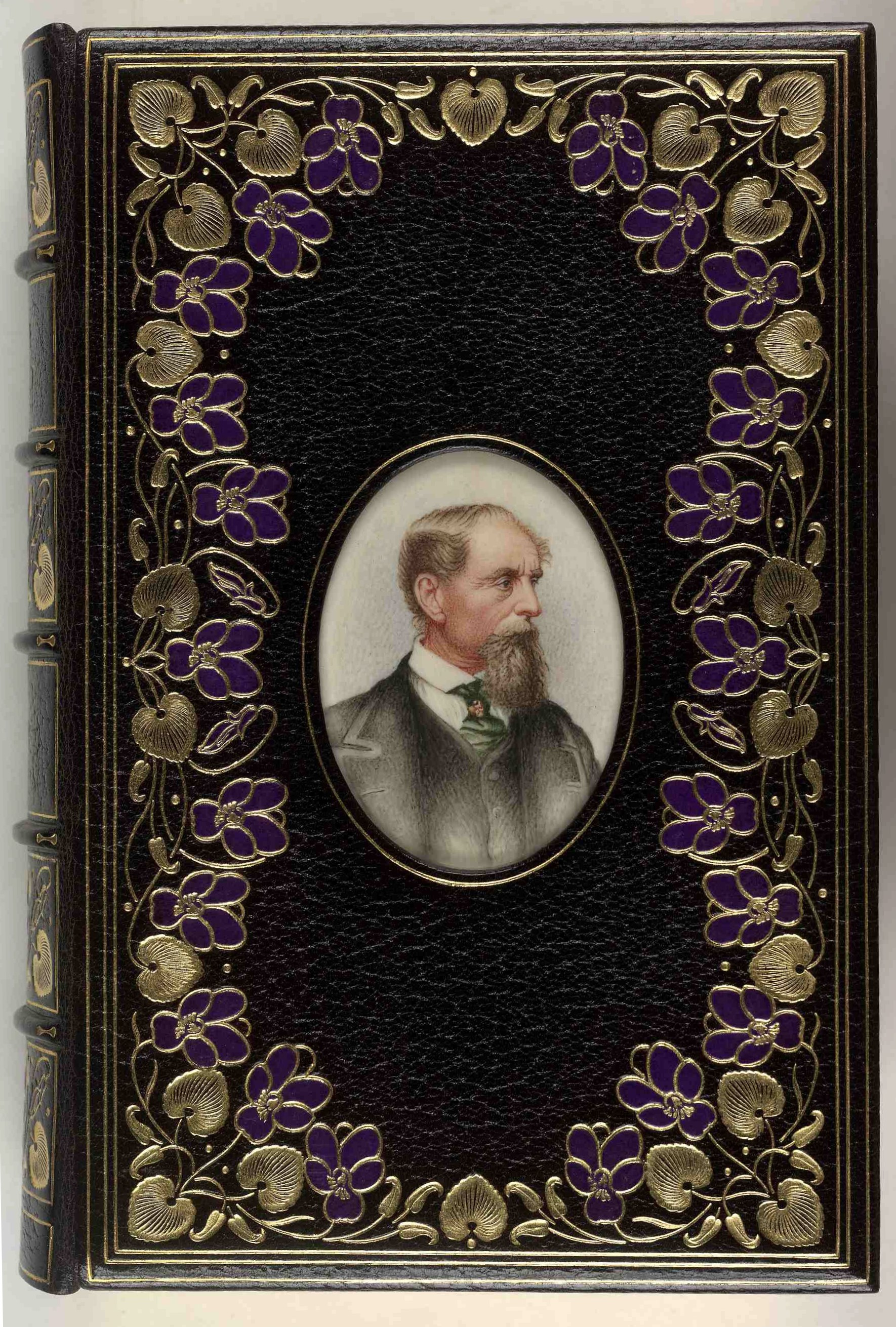
La Petite Dorrit, reliure mosaïquée à nerfs postiches réalisée par Bayntun-Riviere (Bath, Angleterre).

À l'époque romantique, les reliures sont généralement cousues sur quatre nerfs, mais peuvent encore être cousues sur cinq nerfs. Comme les ficelles ne sont plus apparentes sous le cuir, du fait de la couture à la grecque très largement employée, le relieur français copie le relieur anglais et prend l'habitude d'ajouter sur le dos des nerfs postiches (de petites bandes de carton ou de cuir) avant la couvrure,. Il peut aussi laisser le « dos long » (sans nerf). Les tranches, une fois rognées, sont parfois jaspées et polies à la pierre d'agate et parfois marbrées ou dorées. La forme des tranchefiles est aussi modifiée : plutôt que de les tisser sur bâtonnets arrondis, elles sont tissées sur des bandelettes de carton, rendant la tranchefile « plate ». Certains relieurs inaugurent la « coiffe lyonnaise » pour remplacer la tranchefile tissée à la main, et qui consiste simplement à glisser un morceau de ficelle sous le rempli de cuir en tête et queue du livre, pour former un bourrelet qui masque la pliure des cahiers.

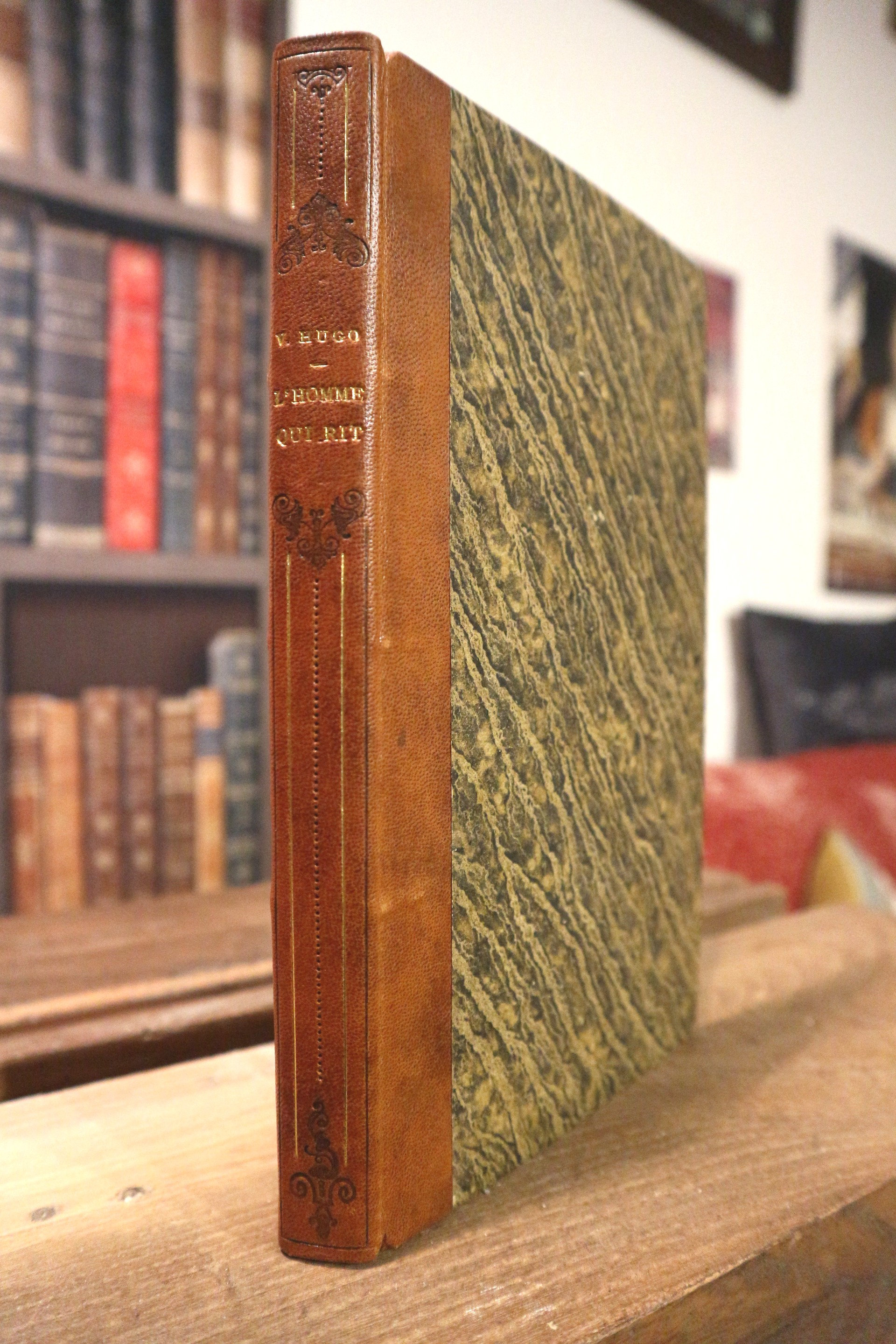
Reliure demi-basane à dos long, avec un papier « coulé romantique ».

Entre 1820 et 1830, la gaufrure du cuir (effectuée avec une plaque) forme le motif principal de certaines reliures de luxe, et se trouve souvent mosaïquée et dorée. Comme au siècle précédent, les basanes et les veaux sont jaspés ou marbrés, et connaissent aussi au XIXe siècle le racinage (le dessin imitant les racines), le cailloutage ou le porphyre. La zone recouverte de cuir sur les demi-reliures romantiques est plus étroite : environ 1/5e voire 1/6e de la largeur du plat et les coins sont renforcés par des morceaux de parchemin vert ou blanc, collés sous le papier de couvrure. Les papiers décoratifs sont réalisés par les relieurs ou des marbreurs et adoptent divers motifs en vogue de l’époque : « granité », « piqué Empire », « agate et Annonay », « coulés romantiques », « coulés Sainte-Anne », etc.. 
D'une manière générale, l'art du Moyen Âge revient à la mode, de même que les motifs du XVIe siècle : les fers Alde et fers monastiques sont réemployés, et parfois allégés,. Par ce mélange de styles de diverses époques (médiévale, impériale…) naît une nouvelle génération de fleurons et de décors caractéristiques, qui ont en commun des traits amples et lourds. Les fers sont souvent plus longs que larges, et symétriques : un même fer, ou fers de même style, en forme de cul-de-lampe, sont placés face à face sur le dos du livre, en tête et queue, et reliés par des filets droits ou courbés.

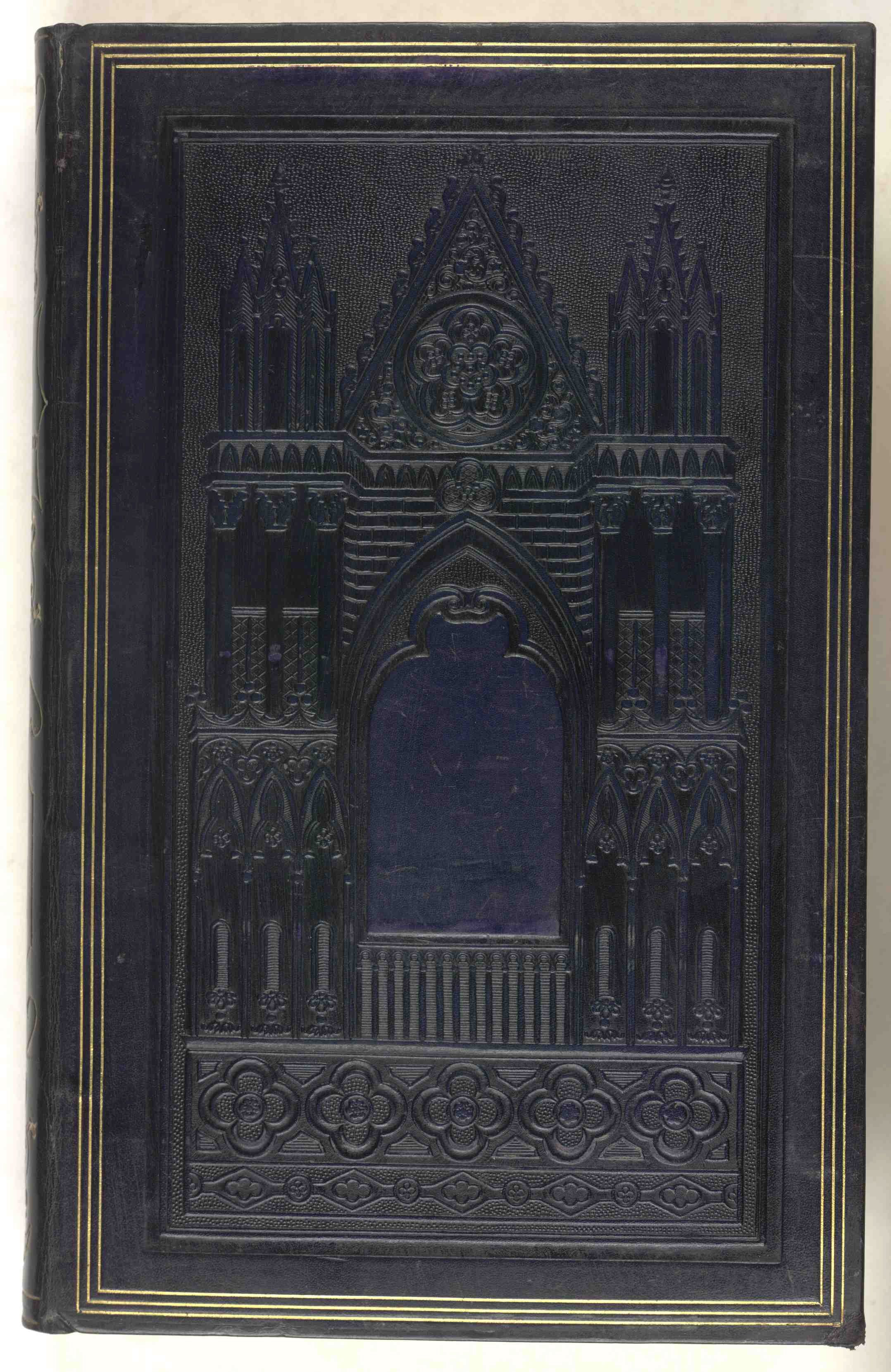
Reliure « à la cathédrale » réalisée par Charles Ottmann.

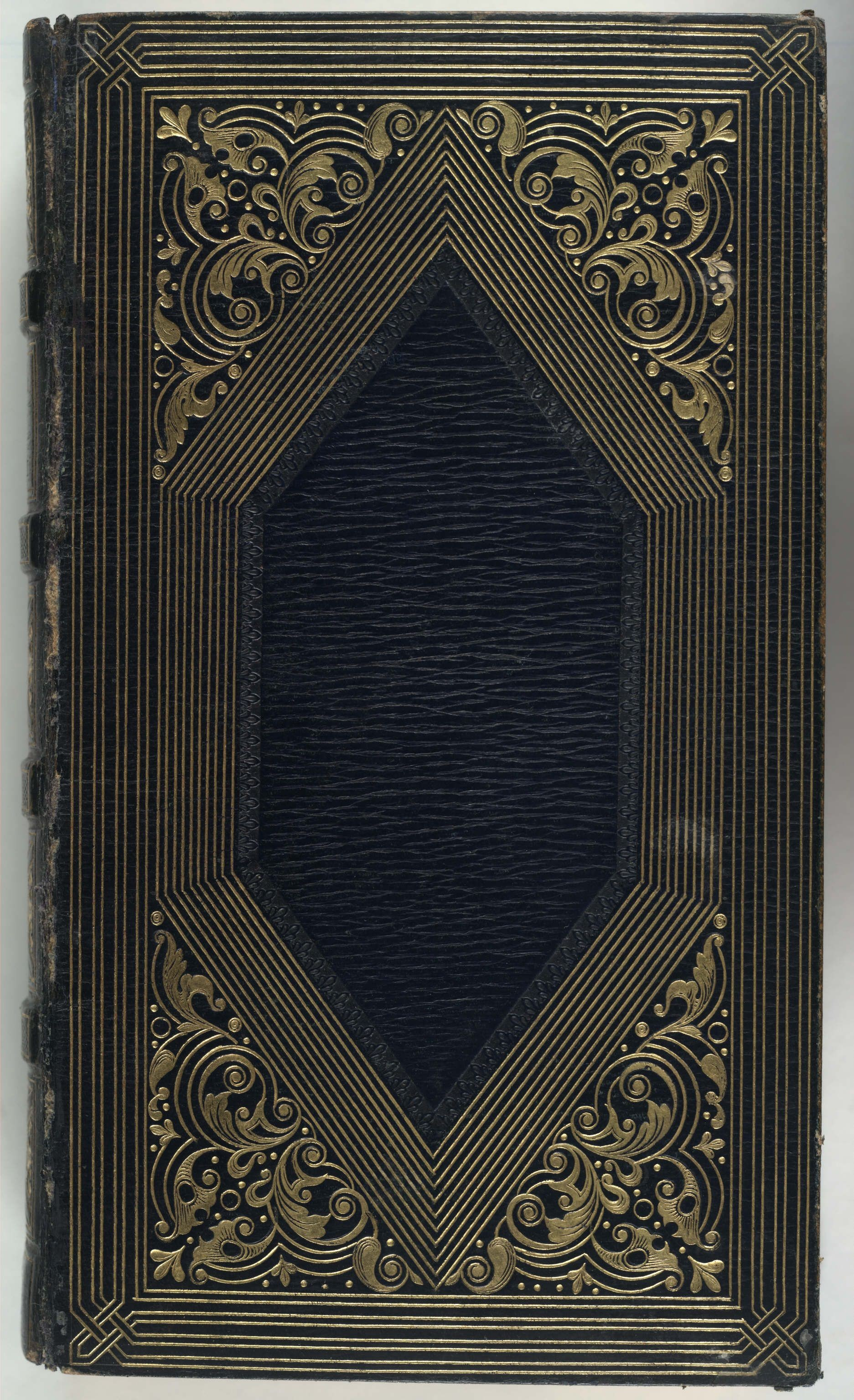
Reliure aux filets réalisée par Bauzonnet.

L'art gothique atteint son apogée avec la parution du premier tome des Voyages pittoresques et romantiques dans l'ancienne France en 1820, comportant de nombreuses monographies de cathédrales françaises, qui constitue le premier recueil du patrimoine français. Des reliures décorées à la plaque ou aux fleurons inspirés de l'architecture gothique, dites « à la cathédrale » (avec figuration d'ogives, de rosaces, de fenestrages), sont exécutées massivement dans beaucoup d'ateliers, dont ceux de Thouvenin, de Simier, puis plus tard d'Antoine Bauzonnet et de son successeur Trautz,. Les allures parfois austères des décors aux filets dorés de Bauzonnet, accentuées par les couleurs sombres de ses reliures, ont contrasté avec l'aspect plus riche de celles produites par les autres ateliers,. La publication en 1831 de Notre-Dame de Paris apparaît comme le point culminant du goût pour le gothique-romantique,.
Entre 1820 et 1840, la profession de relieur, qui regroupe des ouvriers capables d'effectuer toutes les tâches de la reliure, est scindée en plusieurs ateliers différents : l'atelier du relieur, celui du doreur sur cuir, celui du doreur sur tranches, celui du marbreur ou encore celui du lamineur chargé de battre les cartons et les cahiers.

### De 1840 à 1870: l'ère du pastiche et de l’industrialisation

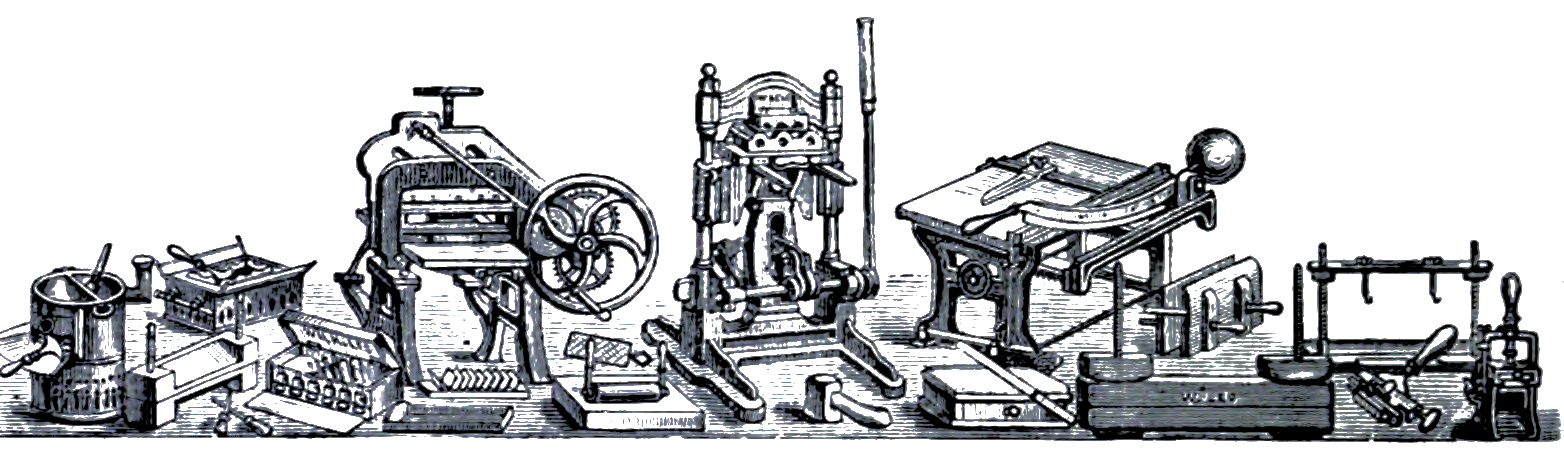
Divers outils et machines du relieur, avec, parmi les trois plus imposantes, un massicot (inventé en 1849, ici à gauche) et une cisaille à cartons avec contre-poids en fonte (inventée vers 1845, ici à droite).

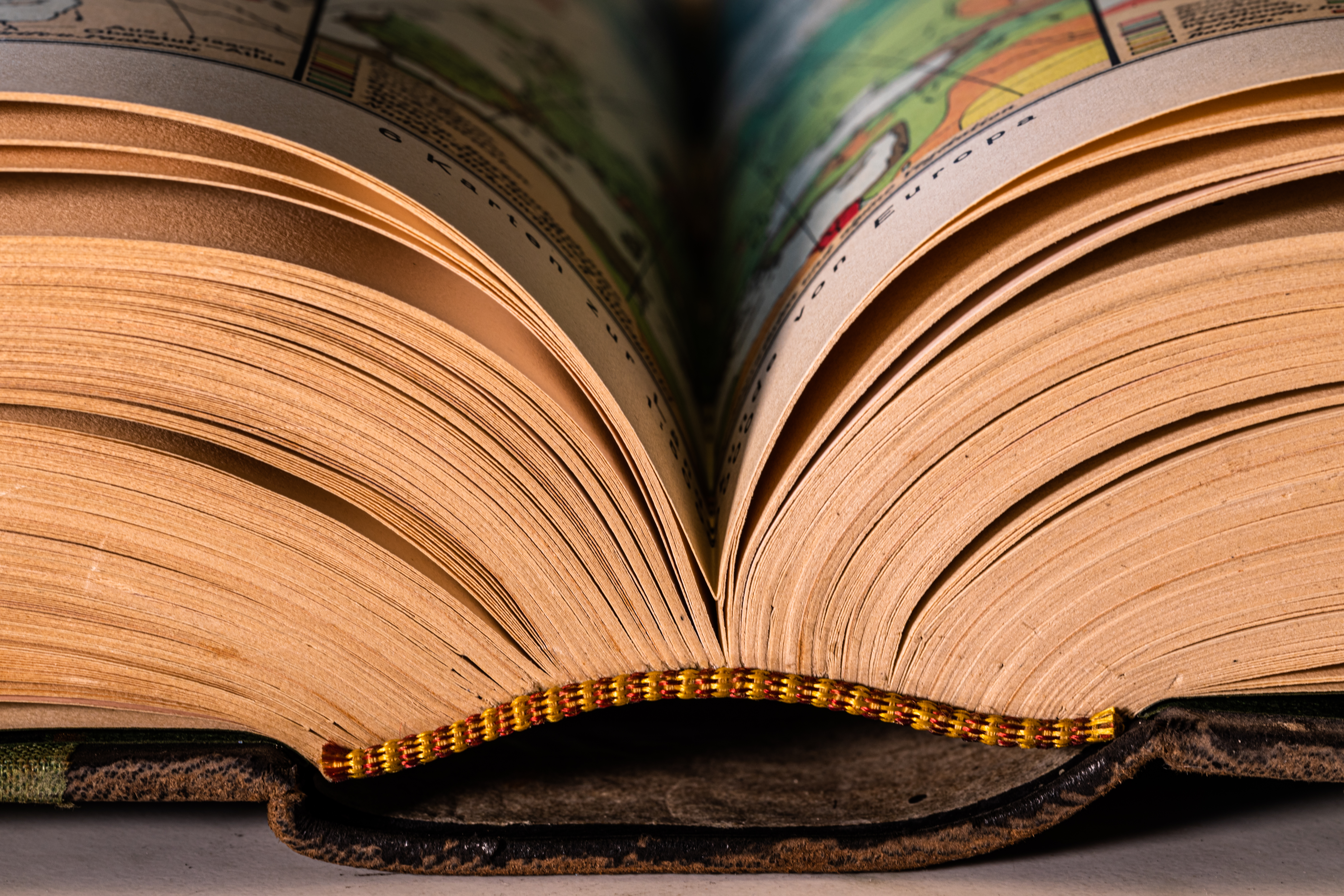
Une tranchefile comète (cousue en machine et collée).

Plusieurs machines font leur apparition dans les années 1840, permettant de faciliter le travail des relieurs : la cisaille à cartons mise au point vers 1845 par Warer de la Rue ; le massicot, inventé par le mécanicien Massiquot en 1849 et qui permet de rogner toute la tranche d'un livre d'un seul coup plutôt que page à page avec le fût à rogner ; l'étau à endosser dit « étau à l'anglaise », inventé par les Anglais à la fin de la première moitié du XIXe siècle, qui remplace rapidement le système des ais ferrés. Si l'étau à endosser est rapidement adopté chez la plupart des relieurs, le massicot effraie encore un grand nombre d'ouvriers des petits ateliers, et ceux-ci lui préfèrent pendant longtemps la presse à rogner traditionnelle, car même si le travail est plus lent, le résultat de la coupe est souvent considéré comme impeccable et mieux contrôlé,.
La tranchefile « comète » (mécanique) fait son apparition en 1840. Tissée à l'avance par les ouvrières sur le bord de longues bandes de tissu, elle est ensuite simplement coupée aux bonnes dimensions et collée en tête et queue des livres ordinaires, et ne possède donc dorénavant plus qu'une fonction ornementale. La tranchefile comète est rapidement réalisée par des machines en imitant les tranchefiles à la main. Pour les livres de plus grande valeur, la tranchefile plate est remplacée dans les années 1850 à 1870 par la tranchefile chapiteau sur deux bâtonnets, qui réapparaît . Les dos des reliures s'arrondissent à nouveau (voire à l'excès entre 1855 et 1860) pour ensuite se stabiliser et adopter la forme qu'on leur connaît aujourd'hui. La couture à la grecque est utilisée pour les livres ordinaires, tandis que la couture sur nerfs est réemployée sur les ouvrages plus soignés. Les cartons, fabriqués à base de pâte de chiffon sans impureté et bien laminés, apportent une qualité supérieure et une rigidité parfaite aux volumes, dont la couverture doit répondre à des critères de finesse et d'élégance. Les tranches dorées sur marbrure (marbrées avant dorure) et les tranches orientales (dorées avant marbrure) sont à la mode vers 1860. Pour les livres de grande valeur, il est courant de dorer et ciseler les tranches, puis de les rehausser de miniatures peintes, exécutées sur les corps d'ouvrage pliés, ce qui permet de former des tableaux mystérieux qui ne se dévoilent qu'en manipulant les livres d'une certaine manière. 

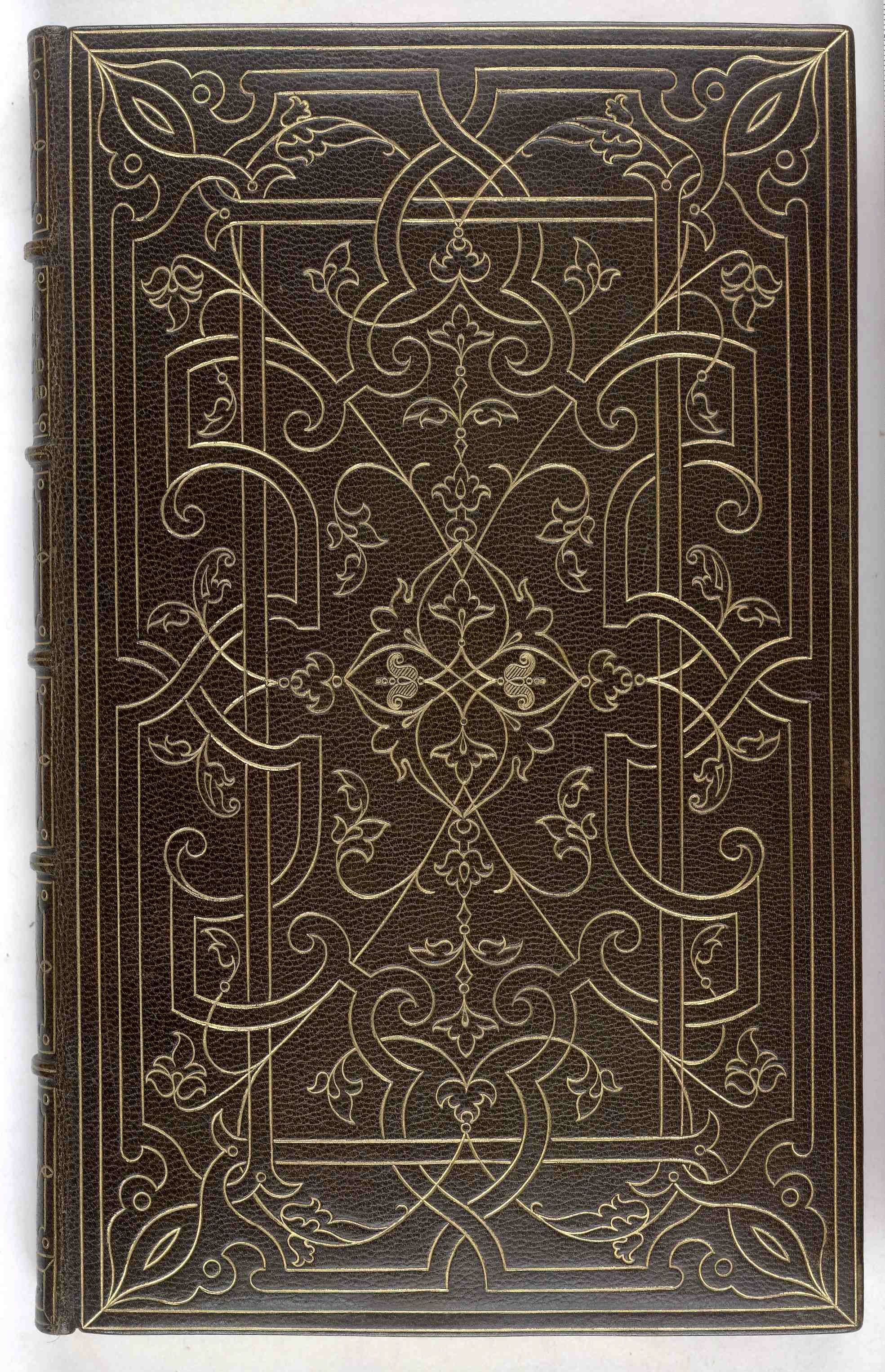
Reliure pastiche de Francis Bedford (Londres), inspirée du genre Grolier.

Les bibliophiles sont attirés par la copie des décors anciens, ce qui amène les doreurs à se perfectionner pour être capables de reproduire tous les grands décors des époques précédentes, notamment les styles « Rocaille », « Grolier », « Du Seuil », « Fanfare », « Dentelle », dont les contours des dessins s'épaississent,,,. Trautz, excellent doreur, se spécialise dans le pastiche, parfois considéré comme plagiat. Charles Nodier dira vers 1840 que le XIXe siècle « progresse en rétrogradant », tant la ferveur pour l’ancien s'empare de tous les artistes. Les grands relieurs du Second Empire (entre les années 1850 et 1870) n'échappent pas à cette vogue, puisque la clientèle bibliophile ne s'intéresse alors plus qu'aux pastiches.

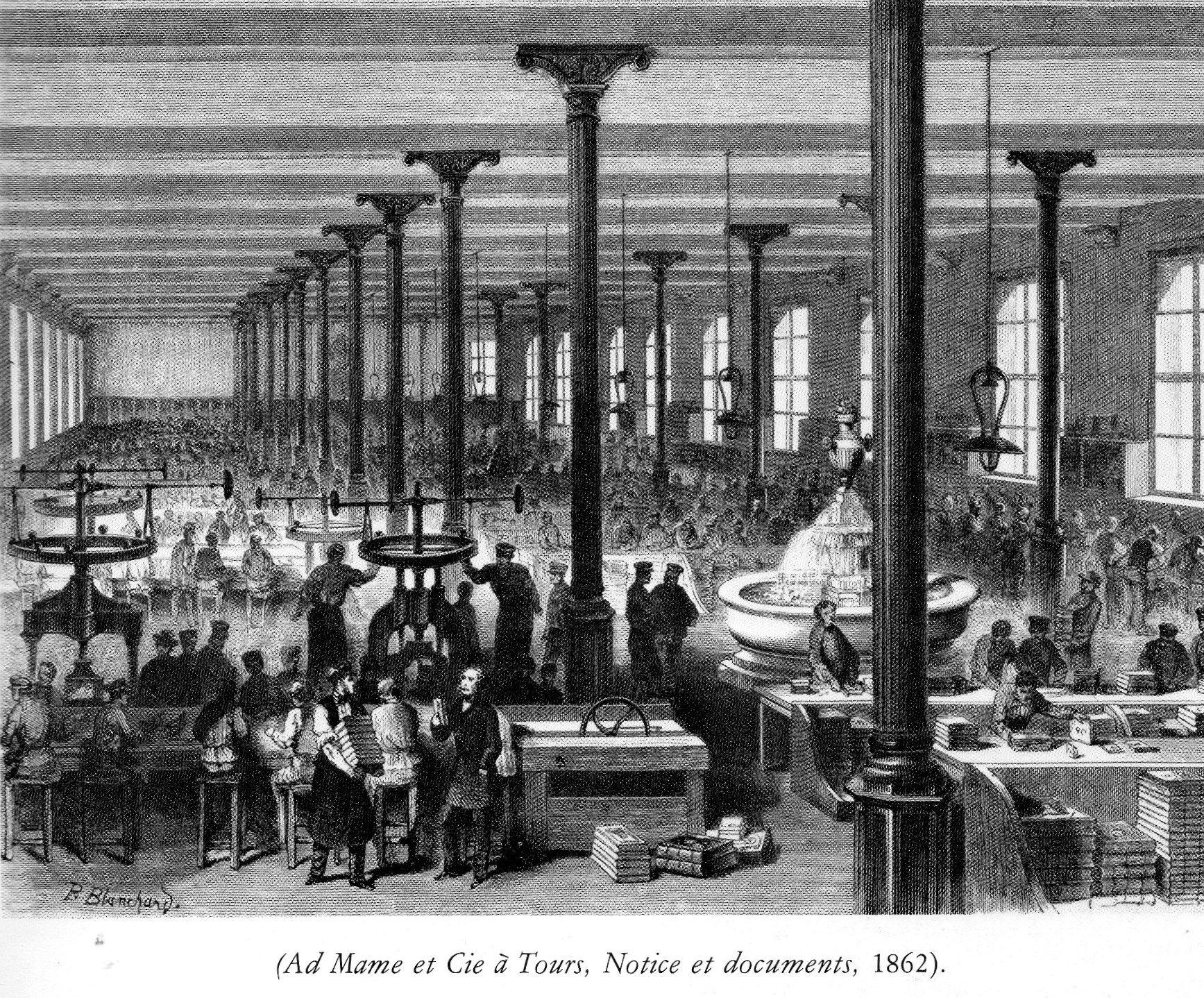
Un atelier de reliure industrielle (ancienne imprimerie Mame à Tours) en 1862.

Les plaques et les balanciers sont encore utilisés dans les ateliers ordinaires, mais dès 1845, ce sont dans les ateliers industrialisés qu'ils se développent considérablement. Les éditeurs ont l'idée de la vente périodique des classiques en plusieurs fascicules, ce qui en permet la lecture familiale à haute voix. L'habitude d'offrir des livres pour les fêtes ou en prix de résultats scolaires dans les écoles se généralise, et les petits ateliers, souvent peu équipés, ne suffisent plus pour répondre à la demande de reliure de milliers d'exemplaires. Les premiers grands noms de la reliure industrielle s'établissent dès les années 1840 : Engel, Lenègre, Mame, Hachette en France, Miralles en Espagne, Gottermayer en Hongrie, etc.. qui doivent concilier à la fois l'apparat, la rapidité d'exécution et un prix abordable pour les livres. Mais grâce à la rationalisation du travail, à l'emploi de machines et la concentration de la main-d’œuvre, l'industrialisation permet de produire des séries très importantes. Le cartonnage fait son apparition ; le cuir est remplacé par de la toile d'imitation (la percaline) et les gaufrages sur les plats sont exécutés au balancier avec des couleurs ou du faux or. Avec un amortissement rapide, ces entreprises n'hésitent pas à investir dans la fabrication de leurs propres plaques de décors auprès de dessinateurs ou graveurs renommés, tels que Grandville, Paul Gavarni, Tony Johannot ou Gustave Doré. La reliure doit à présent rechercher une correspondance entre le décor de la reliure et le contenu de l’ouvrage à relier,,,.

Quelques cartonnages industriels gaufrés et/ou dorés à la plaque
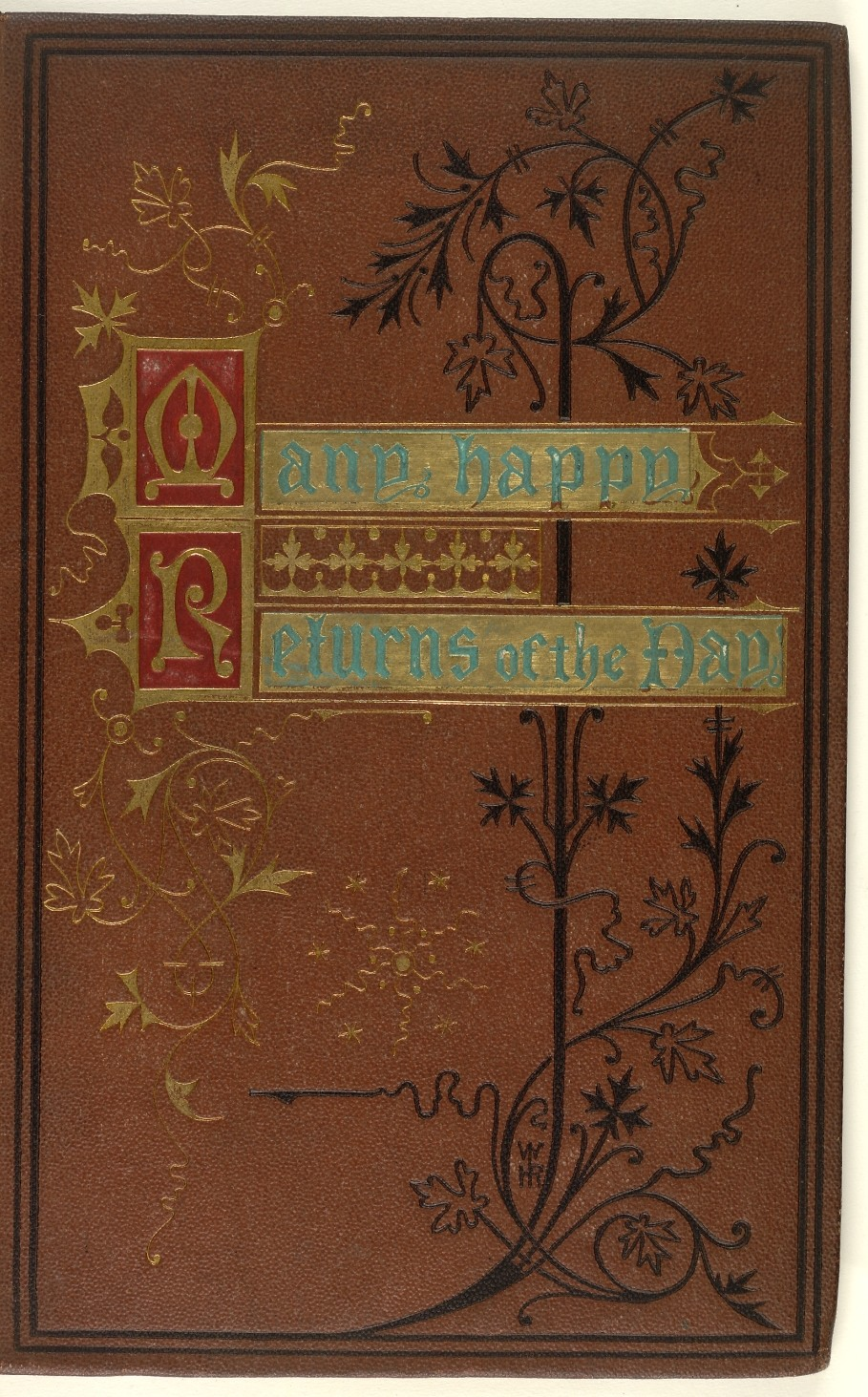
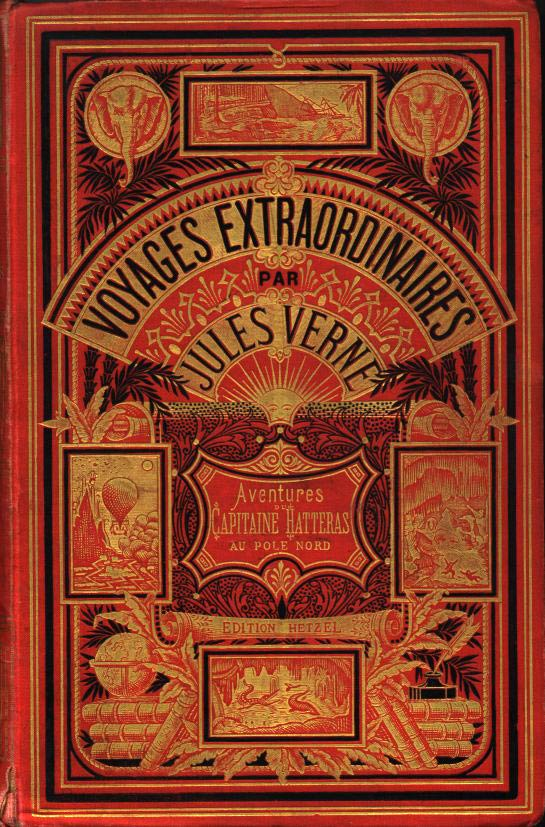
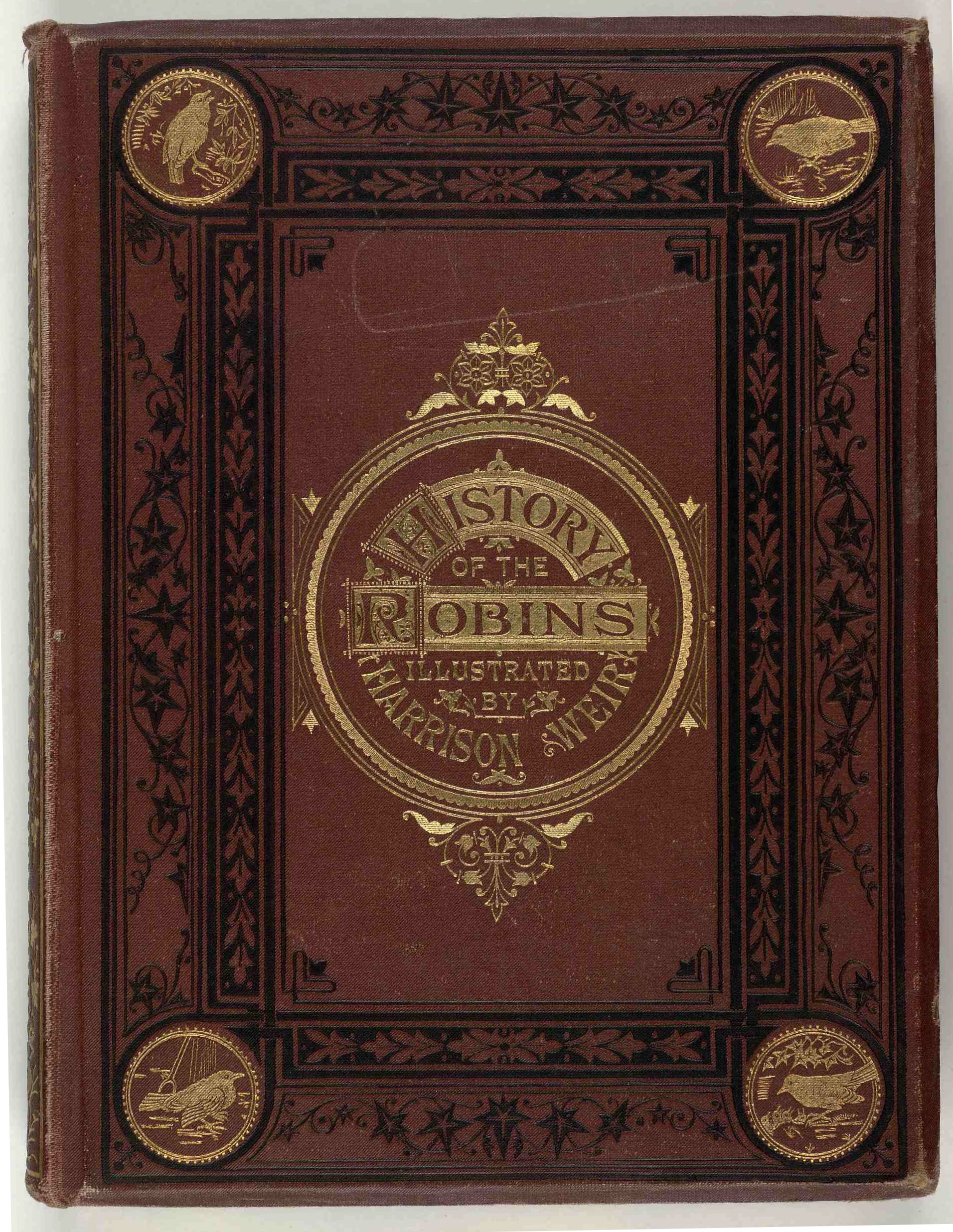
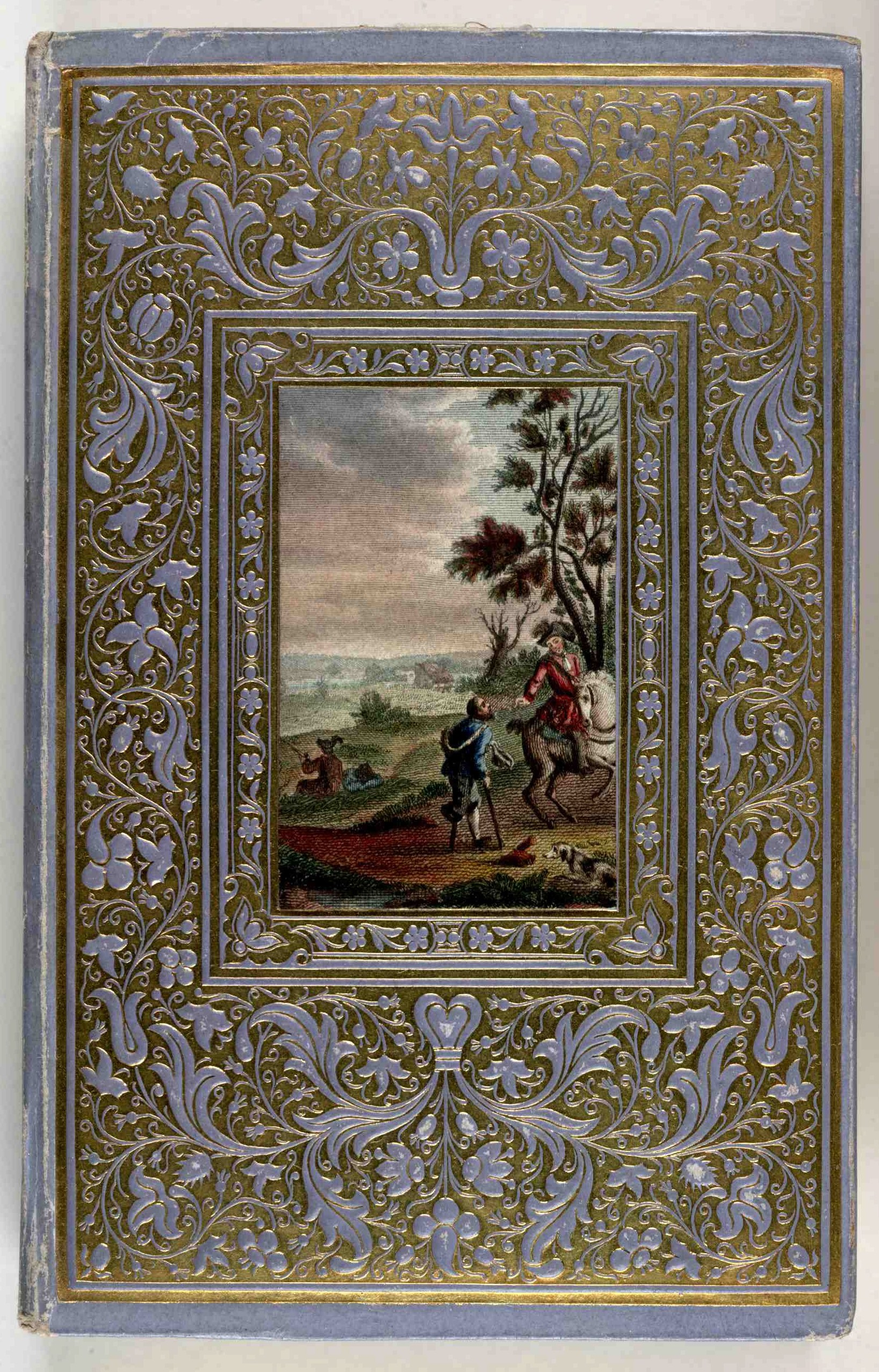
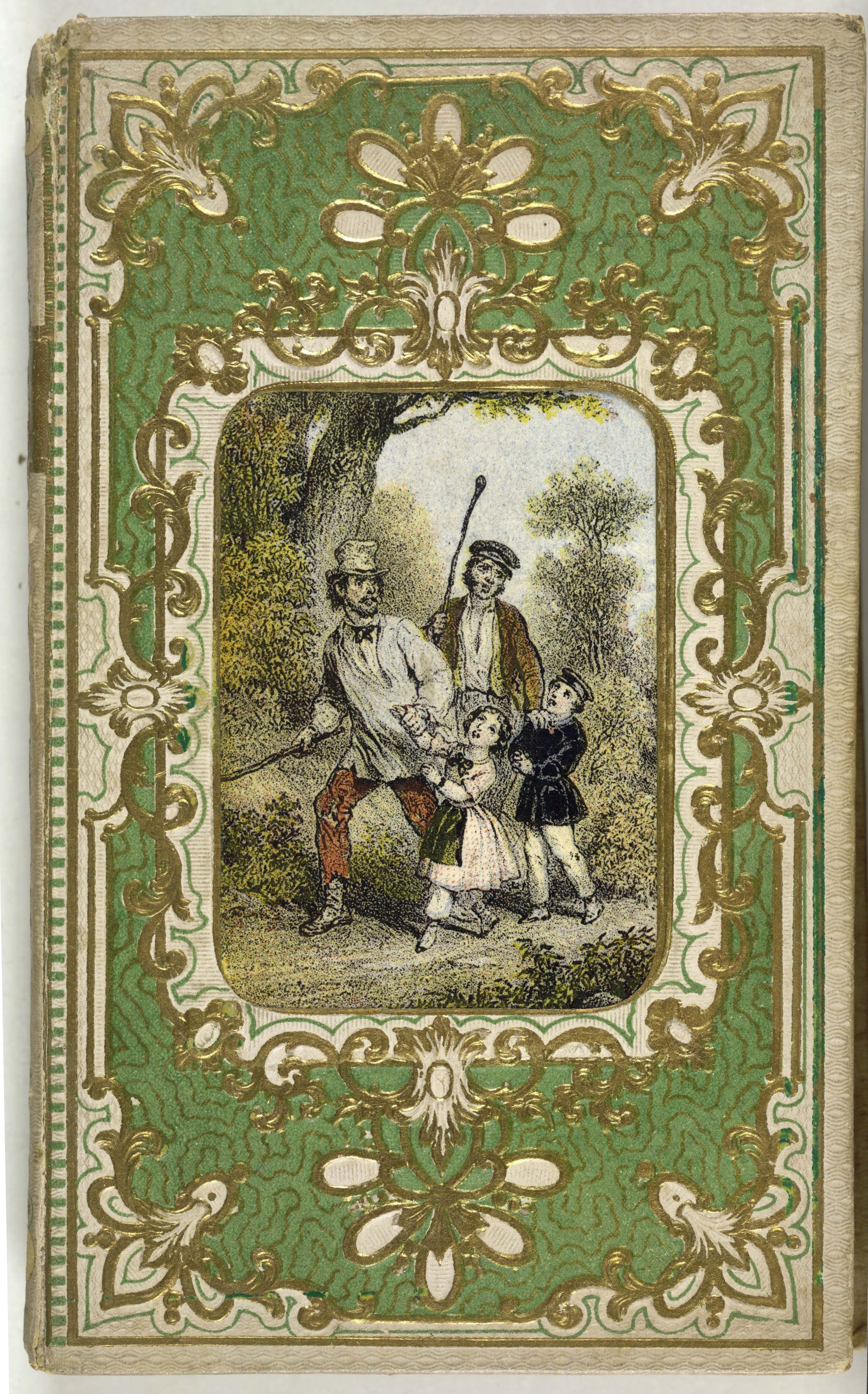
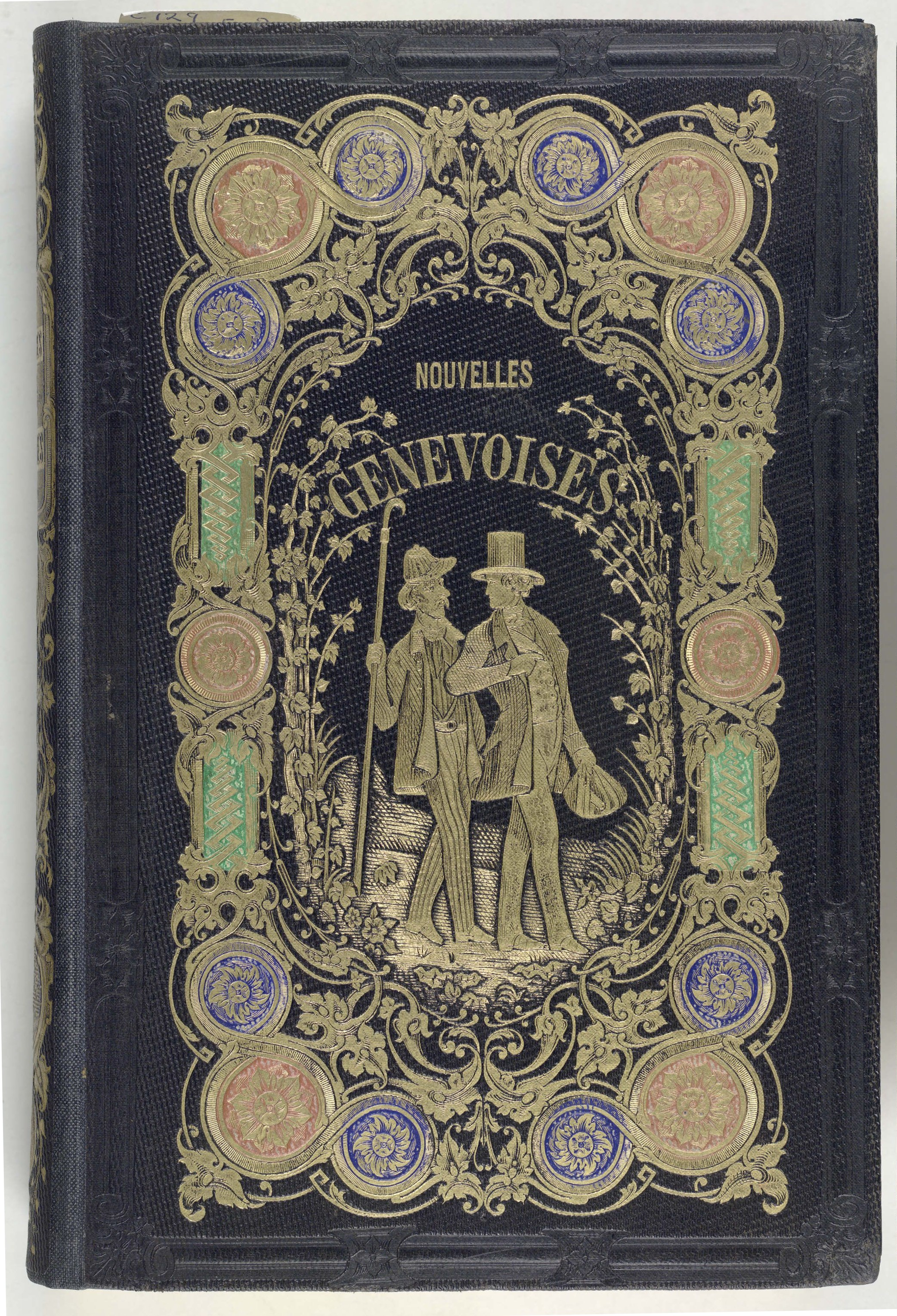

L'exposition nationale de Paris en 1844 confirme pour les livres l'abandon du dos plat sans nerfs et la reprise (définitive) du dos rond traditionnel à cinq nerfs. Certains travaux s'y démarquent, comme les reliures de Koehler, Duplanil, Pierre-Paul Gruel, Lebrun, Duru, Simier fils, et Bauzonnet-Trautz. L'Exposition suivante, en 1849, met à nouveau en valeur les reliures de ces artistes adorateurs du style Grolier, mais aussi un travail collaboratif sur une édition de Notre-Dame de Paris entre trois artistes en devenir : le livre est relié par Capé et doré par Marius Michel père d'après un dessin du maquettiste Rossigneux (spécialiste du buis sculpté ayant travaillé pour Gruel). À l'Exposition universelle de 1867, les reliures les plus remarquées sont celles de Léon Gruel et de Boucheron (une reliure d'orfèvrerie).

### De 1870 à 1900: la flore ornementale et le décor incisé
Après 1875, l'engouement pour le pastiche s'estompe avec la mort de Trautz et la lassitude gagne les bibliophiles, malgré le talent de son successeur Francisque Cuzin, puis d'Émile Mercier. La Société des Amis du Livre, une association de bibliophiles, se tourne vers l'école du livre moderne et on en vient à demander une idée nouvelle et originale pour chaque volume. 
Les relieurs prennent désormais l'habitude de conserver les premières couvertures imprimées — qui existent depuis le début du XIXe siècle, et qui présentent et protègent les livres brochés en attendant qu'ils soient reliés — pour les joindre au bloc de cahiers cousus ; les couvertures sont pour cela « montées » (collées) sur des languettes de papier, qui sont repliées sur les premiers et derniers cahiers. Cette recommandation de tout conserver de l’histoire du livre devient même une règle absolue à partir de 1895.
Le livre retrouve un aspect plus lourd, avec des cartons plus épais, des coutures sur nerfs de septain, une couvrure avec un maroquin à gros grain, des ancestrales claies en parchemin renforçant le dos pour éviter toute déformation, des chasses plus grandes, etc. Tous ces changements (ou « retours ») dans le but de contraster avec les « reliures bibelots » du courant précédent. La reliure devient un objet d'art et de ce fait, selon le précepte du bibliophile, il n'est plus forcément attendu que son contenu soit destiné à la lecture. Les éditions originales doivent conserver leurs tranches intactes et il devient même interdit pendant un temps de réduire les marges.
Vers 1880, le cartonnage à la Bradel revient à la mode pour les ouvrages plus ordinaires. Celui-ci peut être couvert de toile, mais aussi de cuir (maroquin, veau, vélin). Pour protéger les reliures de luxe, généralement couvertes en maroquin du Cap, les relieurs prennent l'habitude de les recouvrir d'une chemise et d'un étui sur mesures.

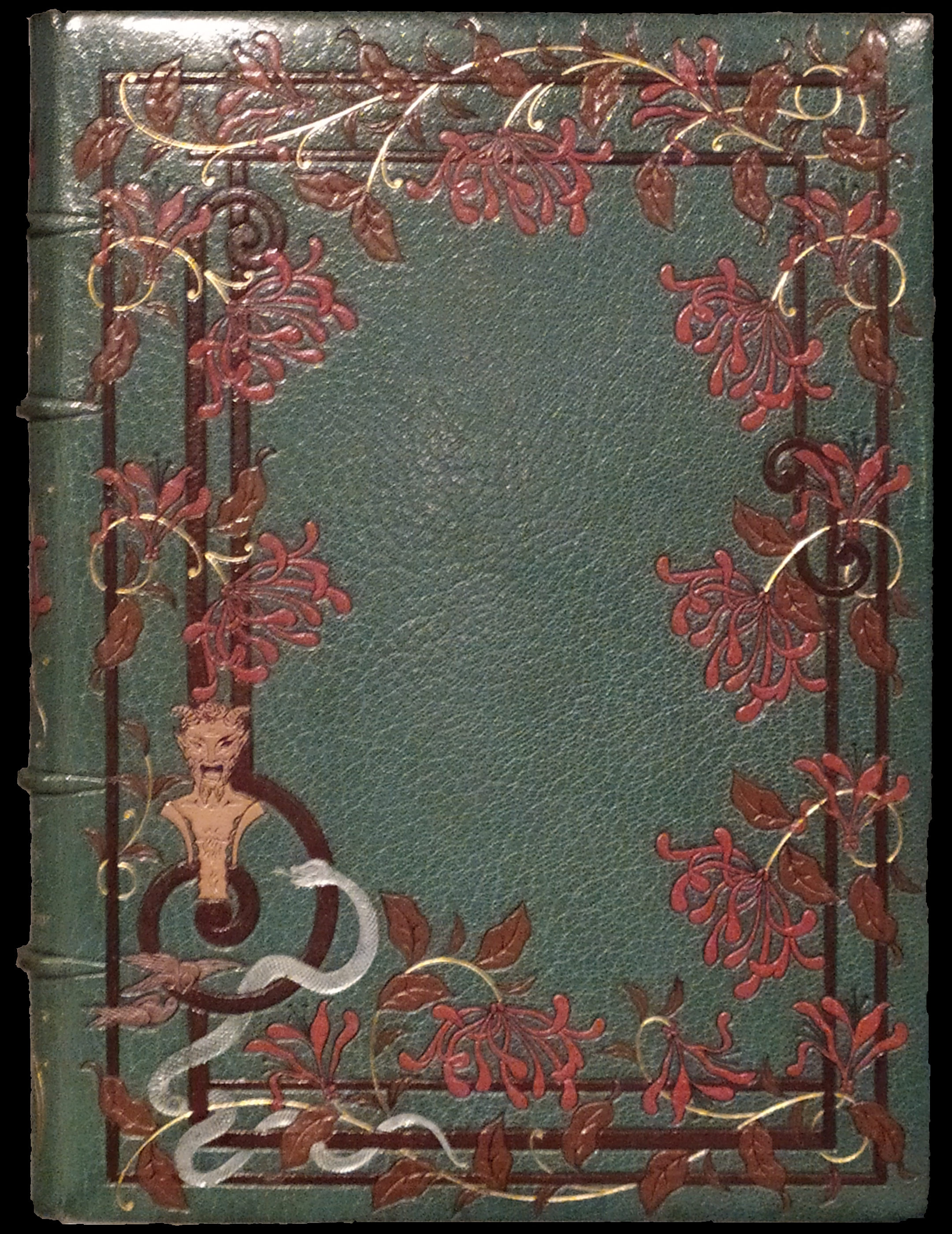
Reliure à fleurs ornementales mosaïquée, réalisée par Charles Meunier.

Marius-Michel, fils du doreur émérite, est considéré comme le plus remarquable relieur de la fin du XIXe siècle et du début du XXe siècle. L'exécution des modèles anciens de dorure réalisés par son père lui font connaître et aimer les différents styles de décors. Il s'intéresse plus particulièrement aux anciens décors ornementaux des artistes du XVIe siècle, aux motifs floraux ainsi qu’à l'incision et au repoussage du cuir, qu'il souhaite renouveler en apportant des éléments nouveaux. C'est ainsi qu'il crée son décor caractéristique, la « flore ornementale » se développant autour d'un dessin ferme et logiquement tracé. L'innovation lui vaut l'une des premières médailles à l'Exposition universelle de 1878. Il utilise également l'incision afin de créer des décors sur des carrés de cuir de bœuf, qu'il vient ensuite incruster sur le plat de ses reliures. Les autres relieurs, tels que Charles Meunier, influencés par le style « Marius », en adoptèrent l'idée jusqu'à la déformer et la faire encore évoluer. La mode est bientôt d'avoir recours à des artistes extérieurs ou aux illustrateurs mêmes des livres pour modeler ou pyrograver un morceau de cuir qui viendrait s'incruster simplement sur la reliure, et de nombreux relieurs ont recours à ce procédé simplifié qui n'oblige plus à passer de longues heures à dorer le livre. Marius-Michel reconnut lui même en 1922 que le cuir ainsi travaillé fit un grand tort aux doreurs sur cuir.
En plus de la « flore ornementale » de Marius-Michel et du cuir incisé, les bibliophiles évoquent beaucoup, vers 1885, les reliures dites « emblématiques » et « parlantes » (avec un décor évocateur par rapport au contenu du livre). Amand, relieur préféré de Charles Baudelaire et d'Octave Uzanne, introduit l'« emblème » dans ses décors, c'est-à-dire de petits sujets allégoriques mosaïqués sur les plats des reliures, comme un chat botté sur Les Contes de Perrault ou un squelette sur Les Fleurs du Mal.

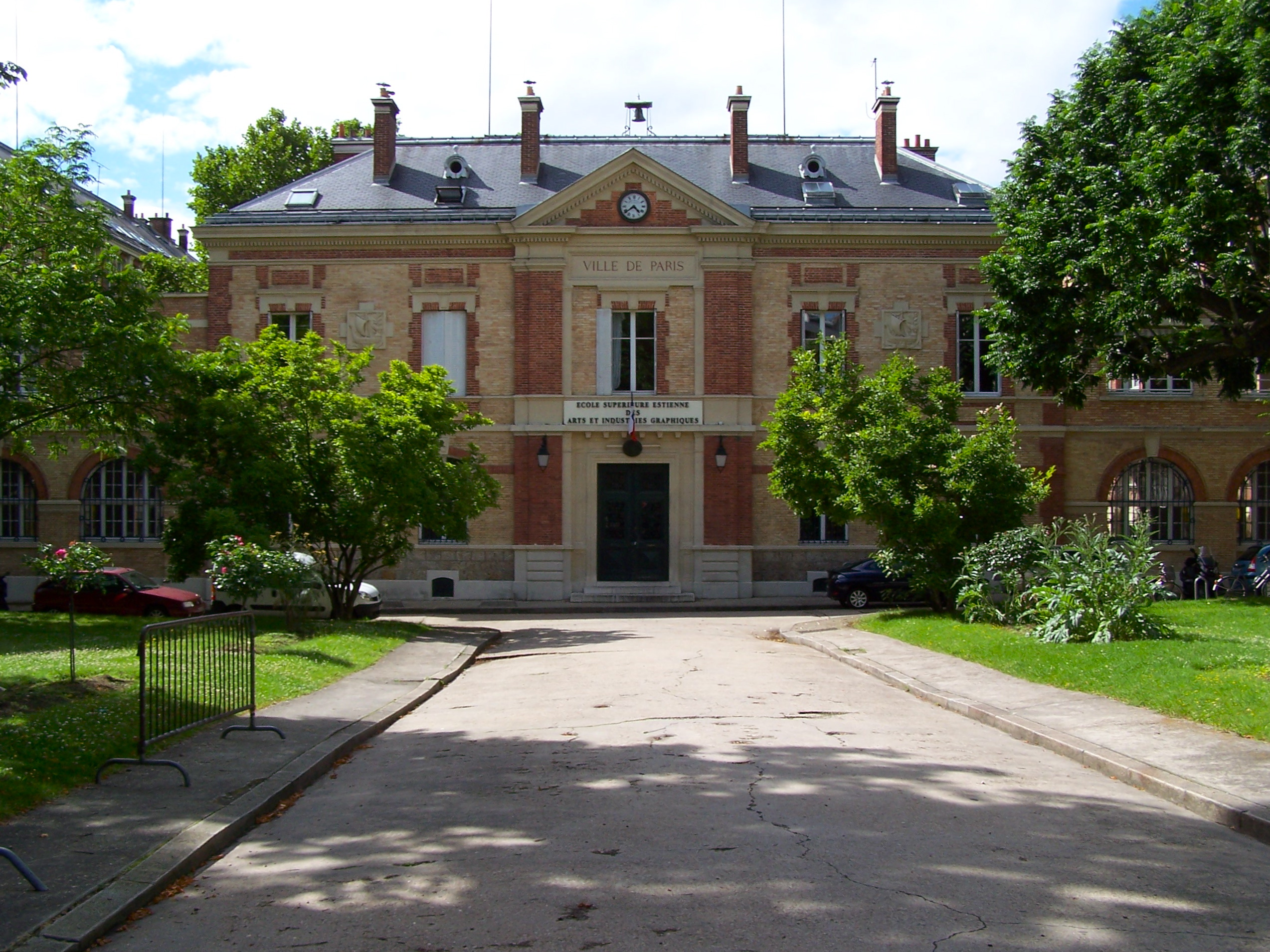
L'école Estienne, pour les arts et industries du livre, est créée à Paris en 1889.

En 1889 est créée l'école Estienne à Paris, destinée à former des élèves « habiles et instruits pour les Arts et Industries du Livre » (dont René Kieffer, élève de la première promotion), et en 1890 a lieu chez Engel la première assemblée générale de la Chambre Syndicale de la Reliure. Lors de l'Exposition universelle de 1900, quatre grands prix sont décernés à des relieurs : deux pour la reliure industrielle, destinés à Magnier et Engel, et deux pour les reliures d'art de Mercier et de Marius-Michel. Ce dernier se voit à cette occasion officiellement consacré maître et nommé Chevalier de la Légion d'honneur. Dès lors, Marius-Michel devient le relieur attitré d'un très grand nombre de bibliophiles et ses factures pour une reliure d'art peuvent s'élever entre 2 000 et 2500 francs,.
À la fin du XIXe siècle, l'artiste et éditeur anglais William Morris s'inspire du préraphaélisme, de la miniature médiévale et des incunables pour réformer la typographie et le décor du livre.

## Formats, titrages et matériaux
Les livres du XIXe siècle sont principalement édités au format in-octavo (proche du format A5), par souci économique, et les titrages sont poussés aux caractères Didot ou Elzévir. 
Le papier utilisé pour l'impression des textes et des gravures, fabriqué à partir de fibres de bois, est beaucoup plus mince et plus blanc que celui fabriqué à partir de pâte chiffon, mais s'altère aussi plus rapidement (il est cassant, jaunit plus rapidement et se pique à l'humidité). 
Les cuirs utilisés pour les livres de la période Empire sont généralement de couleur rouge framboise, vert foncé (le « vert Empire »), bleu nuit ou jaune citron. Les cuirs utilisés pour les reliures romantiques sont généralement le maroquin à grains longs et le veau d'importation anglaise ou allemande, mais aussi la basane et le chagrin (ce dernier apparaît en France en 1835). En plus des couleurs « Empire » viennent s'ajouter de nouvelles teintes, comme le gris souris, le brun ou l'héliotrope. Pendant l'ère du pastiche et de l’industrialisation, le cuir le plus utilisé est le maroquin à petits grains de tous les coloris, qui donne un joli brillant après l'application du fer à polir. Le chagrin au grain rond, la basane et le veau sont aussi utilisés, pour les travaux secondaires. Le maroquin à grain long est quant à lui abandonné, au profit du cuir de Russie et de la peau de truie, très utilisés sur les pastiches.